# Luka Šulić
Luka Šulić (ur. 25 sierpnia 1987 w Mariborze) – słoweński wiolonczelista. Współzałożyciel i muzyk zespołu 2Cellos.

## Młodość
Urodził się w słoweńskim mieście Maribor, jest synem Božo i Alji Šuliciów. Pochodzi z rodziny o muzycznych tradycjach; jego ojciec, pochodzący z chorwackiego Dubrownika, jest wiolonczelistą, a matka, urodzona w słoweńskiej Izoli, uczy muzyki w jednej ze szkół licealnych.
Edukację muzyczną rozpoczął w wieku pięciu lat w Mariborze. Mając 15 lat, został jednym z najmłodszych studentów Akademii Muzycznej w Zagrzebiu w klasie prof. Valtera Dešpalja, którą ukończył zaledwie trzy lata później. Naukę kontynuował w Wiedniu u prof. Reinharda Latzko i w Królewskiej Akademii Muzycznej w Londynie, którą ukończył w 2011 tytułem magistra.

## Kariera
Zdobył wiele muzycznych nagród, w tym pierwszą nagrodę podczas European Broadcasting Union „New Talent” Competition (2006), pierwszą nagrodę i nagrodę specjalną podczas Międzynarodowego Konkursu Wiolonczelowego im. Witolda Lutosławskiego w Warszawie (2009) oraz pierwszą nagrodę londyńskiej Królewskiej Akademii Muzycznej.
Zagrał szereg solowych i kameralnych występów w Europie, Ameryce Południowej i Japonii. Jako solista występował z orkiestrami, takimi jak m.in. Deutsche Radio Philharmonie Saarbrücken Kaiserslautern, Australian Chamber Orchestra czy Orkiestra Symfoniczna Filharmonii Narodowej.
W 2011, wraz z Stjepanem Hauserem, udostępnił swoją aranżację utworu Michaela Jacksona „Smooth Criminal” w serwisie YouTube. Ich film w ciągu kilku tygodni został obejrzany ponad 7  mln razy. W efekcie Šulić i Hauser zostali zaproszeni przez Eltona Johna do udziału w jego światowym tournée oraz podpisali kontrakt z firmą Sony. Od tamtej pory występują jako zespół 2Cellos i wydali cztery płyty studyjne: 2Cellos (2011), In2ition (2013), Celloverse (2015) i Score (2017).

## Życie prywatne
Jego żoną jest Tamara Zagoranski, którą poślubił w lipcu 2017. Mają dwoje dzieci, syna (ur. 2017) i córkę (ur. 2019).